# Palazzo Moschini
Palazzo Moschini è un edificio situato nel centro storico di Grosseto.
Il palazzo si affaccia sul lato nord-occidentale di piazza Socci e ospita al suo interno l'Archivio di Stato di Grosseto.

## Storia

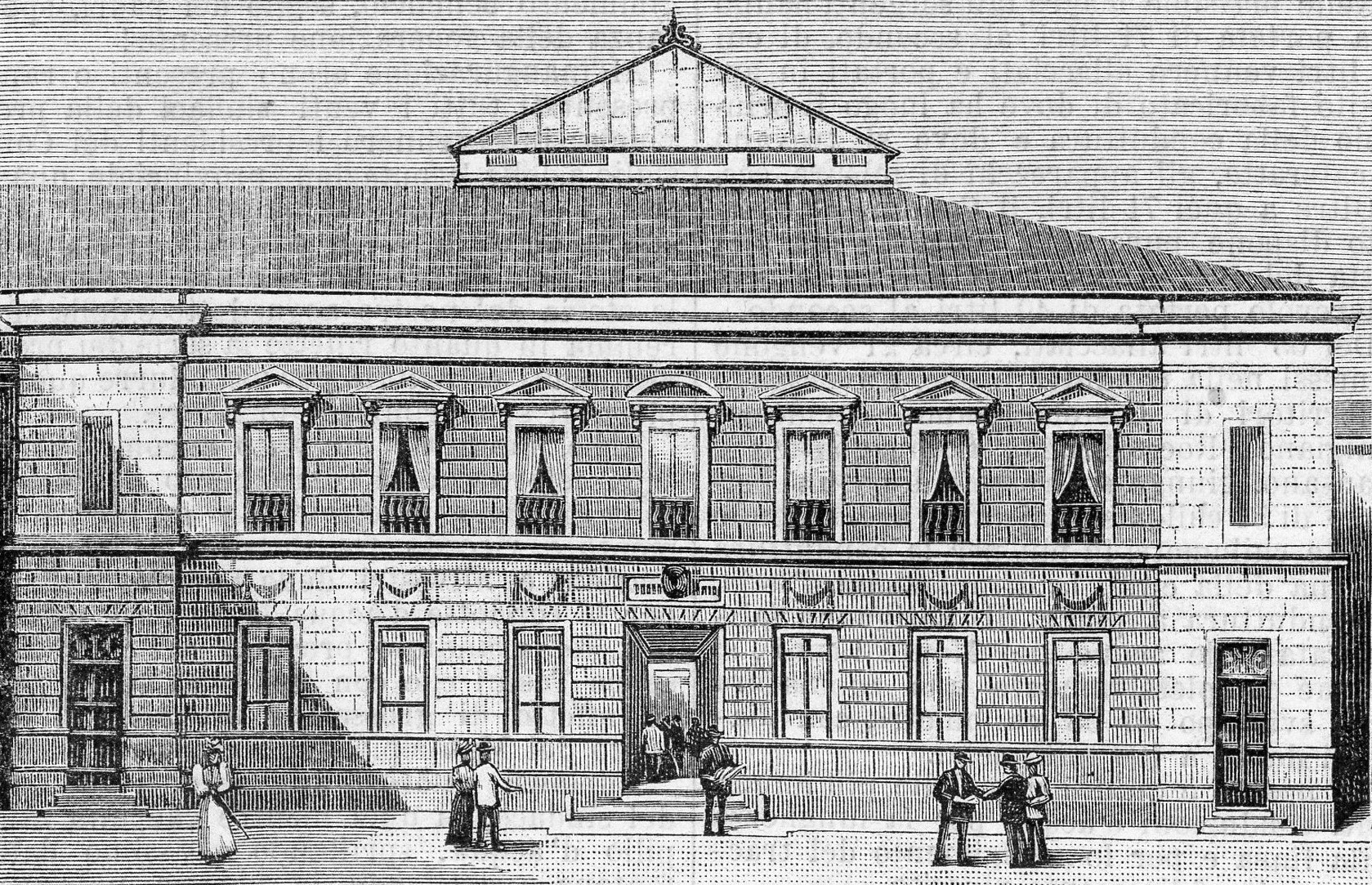
Il palazzo delle poste in una xilografia del 1896

L'edificio ha origini incerte e risulta già localizzabile nella pianta della città di Grosseto del colonnello Odoardo Warren del 1749, seppure con lievi modifiche strutturali. Il palazzo fu proprietà del dottore senese Giulio Moschini, che lo cedette poi ai fratelli Pozzi, i quali ampliarono l'edificio (1821-1823) per permettergli di ospitare la sede del Tribunale della Regia Ruota criminale e civile di Grosseto.
Nel 1885 il palazzo fu oggetto di una radicale opera di ristrutturazione, ad opera dell'ingegnere Gherardo Gherardi, e fu adibito a sede delle Regie Poste centrali. Disposto inizialmente su due piani, fu rialzato di un piano nel 1908. Quando l'ufficio postale fu trasferito fuori dalla cinta muraria nel nuovo palazzo delle Poste ultimato nel 1932, l'edificio ospitò l'Intendenza di finanza.
Il palazzo fu assegnato all'Archivio di Stato di Grosseto nel 1980, anno in cui iniziarono i lavori di adeguamento dello stabile che fu infine inaugurato nel maggio 1983.

## Descrizione
Palazzo Moschini si presenta come un edificio a pianta rettangolare, disposto su tre livelli, di cui l'ultimo aggiunto nel 1908. L'accesso avviene attraverso un portale d'ingresso situato nella parte centrale della facciata.
Nell'atrio del palazzo è conservato uno degli originari padiglioni in legno decorato dell'ufficio postale.